# Ampelisca moreirai
Ampelisca moreirai is een vlokreeftensoort uit de familie van de Ampeliscidae. De wetenschappelijke naam van de soort is voor het eerst geldig gepubliceerd in 2006 door Valerio-Berardo & Wakabara.